# Sultan Husayn Mirza
Sultan Husayn Mirza fou un príncep timúrida per via femenina. Era fill d'Akia Beghi (també anomenada Taghi Khan) i, per tant, net de Tamerlà. La seva mare es va casar amb Muhammad ibn Musa Taychi'ut, fill de l'amir i príncep Musa Taychi'ut i van tenir només un fill, que fou Sultan Husayn. La seva mare va morir a finals de 1381 després d'un temps malalta. El seu pare era viu encara el 1387.

## Participació en campanyes sota Tamerlà
El 1396 Tamerlà va enviar al príncep Sultan Husayn i a l'amir Kodadad Husayni d'anar a Nihawand a sufocar la revolta de Bahlul que havien d'executar. Així ho van fer. Llavors Tamerlà va sortir de Sultaniya i se’n va anar a Hamadan mentre Sultan Husayn i Husayni derrotaven als rebels de Nihawand i arrestaven a Bahlul que fou cremat viu. Després d'aixó Tamerlà els va enviar a Shushtar per combatre els lladres de camins que infestaven el Luristan i una vegada aconseguit això anar a la costa del golf Pèrsic i sotmetre totes les poblacions fins a Hurmuz i al final de la missió anar a la cort a informar.
A la batalla de Delhi va manar l'ala esquerra juntament amb Khalil Sultan. A la batalla d'Alep, Sultan Husayn, es van fer càrrec de l'avantguarda de l'ala esquerra.

## Defecció temporal i càstig
Quan Tamerlà assetjava Damasc a finals del 1400, per estranyes raons va fer defecció i es va passar als sirians, entrant a Damasc on va rebre una gran acollida. Va lluitar contra els timúrides; l'exèrcit timúrida va derrotar el sirians i els va empènyer darrera les muralles de ciutat (14 de gener de 1401). En aquesta acció fou capturat Sultan Husayn, que fou empresonat (si bé uns dies després alliberat i castigat, sent només bastinat (rebre cops de bastó a les plantes dels peus) segons el que marca la Yasa o llei mongola) i li va prohibir tornar a la seva presència; és possible que aquest lleu càstig fos mercès a la intercessió del pietós Xah-Rukh. A la sortida de Síria al príncep Sultan Husayn i alguns amirs foren enviats a Antioquia amb cinc mil homes. Quan van arribar a l'Eufrates es van reunir amb els contingents que havien sortir de campanya: s'havien capturat tantes cabres que el seu preu va baixar a nomes un dinar i com que el príncep Sultan Husayn havia tingut un comportament destacat en els combats, el seu avi va decidir donar-li el perdó complert i li va permetre baixar-li els peus. Després de passar per Mardin, Tamerlà va enviar als prínceps Sultan Husayn, Pir Muhammad ibn Umar Shaikh, l'amir Jahan Xah Bahadur i altres cap a Alinjak amb ordres de apoderar-se definitivament d'aquesta fortalesa i després fer una ràtzia a Geòrgia. El hivern de 1401 a 1402 va acompanyar a Xah Rukh en algun tanteig cap a Anatòlia des de l'Awnik.

## Noves campanyes militars
El 1402, quan els jalayírides intentaven retornar a l'Iraq Arabí, Sultan Husayn i Khalil Sultan foren un dels contingents enviats a la zona, operant a diversos llocs de Caldea (és a dir al sud de Bagdad). Sultan Husayn i Khalil Sultan van passar per Chepchemal i van saquejar Mendeli d'on havia fugit el governador Mir Ali Kalender que es va dirigir cap al Tigris amb algunes forces i va passar a l'altre costat on es va fer fort. Khalil Sultan va enviar alguns valents que van passar el riu i van atacar a Mir Ali Kalender pel darrere; quan el príncep va iniciar l'atac pal davant creuant el riu nadant, els que havien creuat abans van iniciar l'atac pel darrere; els soldats capturats foren fets presoners de guerra excepte Ali Kalender que fou cremat viu. Després va participar en la conquesta de Kemakh i en els moviments previs a la batalla d'Ankara se li va confiar la guàrdia del camp de Kir-Shehir, amb dos mil cavallers; a la pròpia batalla el 28 de juliol de 1402 va tenir una actuació destacada; després de la batalla fou enviat junt al príncep Iskandar ibn Umar Xaikh i els amirs Sulayman Xah, Rustem Tugha Bugha i Said Khoja, a ocupar Ak Shehir i Kara Hissar i enviar destacaments cap a Alanya i Antalya; van saquejar el campament del cap turcman Kopek, ocupant ràpidament Ak Shehir i Kara Hissar i assolant l'emirat d'Hamid; van obtenir un rescat de la vila d'Ak Sarai. Va participar en la conquesta d'Egridir Egridir en unes hores (20 de febrer de 1403) i en les massacres que van seguir. Després fou enviat per endavant dels kara tàtars junt amb Xah Rukh, tallant el camí per evitar la fugida de cap grup.
Va participar també en la persecució d'Iskandar-i Shaykhi. Sultan Husayn es va unir a la persecució amb 70 homes i finalment el van trobar al mig d'un bosc, amb 200 homes. Es va lliurar la batalla i Sultan Husayn va fingir una retirada per després tornar a la càrrega amb energia. Veient el combat perdut, Iskandar-i Shayki va fugir cap a Gilan i ja no se’n van tenir mes notícies.

## Mort de Tamerlà
El febrer de 1405 estava amb l'exèrcit que havia de fer la campanya de la Xina, manant l'ala esquerra. Khalil Sultan que manava l'ala dreta, fou el primer a avançar i va arribar a Taixkent. Sultan Husayn va seguir, arribant a Yasi i Sabran (Àsia central). A la mort de Tamerlà, Ibrahim Sultan, el príncep que anava al costat de Tamerlà i dirigia el nucli central de l'exèrcit, va convocar a l'ala dreta i l'alla esquerra a reunir-se amb la resta de l'exèrcit a Jublek, uns quilòmetres a l'est d'Otrar. Sultan Husayn no el va obeir, va llicenciar a l'exèrcit i amb mil homes va crear el Sihun a Khujend i es va dirigir a Samarcanda via Kazak. Els correus que l'havien anat a convocar per anar a Jublek, van aportar la noticia dels seus actes, que van deixar molt sorpresos als emirs, singularment a Xaikh Nur al-Din i Xah Malik Els amirs van demanar al governador de Samarcanda, Xah Arghun, de no deixar-lo entrar a la ciutat; el mateix avís es va enviar a les emperadrius; igualment es va alertar a Khalil Sultan i l'ala dreta a Taixkent i se li demanaven anar amb les tropes cap al camp d'herbes d'Akar on podrien acampar perfectament. Ibrahim Sultan, comandant del centre de l'exèrcit, amb els amirs Xaikh Nur al-Din i Xah Malik van sortir de la zona d'Otrar on eren, en direcció a Samarcanda (l'amir Berdi Beg es va quedar al comandament a Otrar). Però a Taixkent l'acció de Sultan Husayn va desfermar el pànic i el príncep Muhammad Umar ibn Miran Xah i els amirs Kodadad Husayni, Yadghar (Yadghiar o Yadgar) Shah Arlat, Shams al-Din Abas i Berendak (entre d'altres) van decidir avançar-se a Sultan Husayn i proclamar emperador a Khalil Sultan a la pròpia Taixkent, sense consultar ni a altres amirs i prínceps ni a les emperadrius. Sultan Husayn va intentar agafar el poder a Samarcanda abans de l'arribada de Khalil, atraient a l'exèrcit; però lògicament no va poder entrar a Samarcanda amb els que l'acompanyaven i el seu intent va fracassar. Es va retirar al Khurasan (província mongola)  amb el seu oncle Xah Rukh al que va trobar a la vora del Murghab; fou ben acollit per Xah Rukh.

## Alianza amb Khalil Sultan i traïció a aquest
Encara eren els dos prop d'Ankhud quan Sultan Husayn va marxar sobtadament (maig de 1405) i es va dirigir a Xahrisabz on fou ben acollit per Khalil Sultan. Aquest s'havia compromès a pagar una compensació del tresor a favor de Pir Muhammad ibn Jahangir que governava a Balkh (amb autoritat a Kabul, Gazni i Kandahar), pels drets perduts.
Poc després Khalil va confiar une tropes a Sultan Husayn (juny de 1405) amb les que va sortir de Samarcanda en direcció al Jihun acompanyat per alguns amirs entre els quals Kodadad, Arghun Xah, Mubashir, Khoja Yusuf i Timur Khoja. De camí Sultan Husayn va anunciar als amirs que es reunissin per escoltar un esdeveniment important. Els amirs es van reunir i Husayn, amb una vintena de fidels, els va fer arrestar i Khoja Yusuf i Timur Khoja foren executats al moment; als altres, que es van agenollar i van implorar tremolant, els va perdonar la vida a canvi de forts juraments de lleialtat i els va donar comandaments. Poc després va segrestar a la princesa Khanika, esposa del difunt hereu Muhammad Sultan ibn Jahangir, que es va creuar al seu camí quan anava de Samarcanda a Balkh a reunir-se amb el seu cunyat Pir Muhammad ibn Jahangir. Amb les riqueses que va arrabassar a la princesa va fer regals als amirs i als soldats que van acceptar posar-se al seu costat.
Amb aquestes forces es va dirigir a Samarcanda d'on es va retirar Khalil però deixant amirs als que va donar importants quantitats. Les forces de Husayn i de Khalil es van trobar en un lloc anomenat Jekdalik, proper a Kish; però abans de la batalla els amirs Kodadad, Arghun Shah, Mubashir i altres es van passar a Khalil i les tropes van seguir l'exemple (15 de juliol de 1405). Sultan Husayn va fugir i Khalil va retornar a Samarcanda.

## Aliança amb Sulayman Xah
Sultan Husayn va arribar a Andkhud i Xibarghan i allí va aconseguir atreure a l'amir Sulayman Xah, que acampava a la zona després d'arribar un temps abans des de Firuzkuh; els dos homes van signar una aliança formal i juramentada. Pir Muhammad ibn Jahangir va demanar a Sulayman Shah d'abandonar aquest partit però Sulayman no en va fer cas i Pir Muhammad va marxar tota la nit i els va sorprendre i derrotar obligant-los a fugir. Es van dirigir a Herat on foren ben acollits i van tenir el honor de baixar la ma de Shah Rukh que va concedir 10.000 dinars kopeki a Sulayman Xah i el feu de Sarakhs, i estaria al costat dels amirs Midrab i Said Khoja com els amirs principals.

## Execució
Alguns cortesans van alertar a Xah Rukh de la personalitat de Sultan Husayn, que havia desertat a Síria (a Damassc), que havia actuat irresponsablement a la mort de Tamerlà, que havia abandonat la cort de Shah Rukh per anar a la de Khalil i després havia traït a aquest matant a alguns amirs; no era de fiar. Els arguments van convèncer a Xah Rukh que va ordenar a l'amir Anushirwan Barles la seva execució. (estiu del 1405).